# Skönabäck, Simrishamns kommun
Sandby  är en bebyggelse i Rörums socken i Simrishamns kommun. SCB har här 2023 avgränsar t en småort.